# Dendropsophus brevifrons
Dendropsophus brevifrons (rana arbórea de Crump) es una especie de anfibios de la familia Hylidae.

## Distribución geográfica y hábitat
Habita en la cuenca amazónica de Bolivia, Brasil, Colombia, Ecuador y Perú.
Sus hábitats naturales incluyen bosques tropicales o subtropicales secos y a baja altitud, pantanos tropicales o subtropicales, praderas a gran altitud, marismas intermitentes de agua dulce, pastos, jardines rurales y áreas urbanas. 